# Districte de Godavari
El districte de Godavari fou un antic districte de la presidència de Madras, després a Andhra Pradesh. La capital era Coconada.
El 1881 la superfície era de 19.023 km² incloent l'agència de Godavari amb 2.124 km² al nord-oest del districte. (el 1901 era de 20647 km² i posteriorment al 1905 de 14.592 km²) La població era de:
- 1871: 1.592.939
- 1881: 1.791.512
- 1891: 2.078.782
- 1901: 2.301.759

Estava dividit en 10 talukes a la plana i 3 zamindaris a la muntanya (1840 km²); les talukes de Bhadrachalam i
Rekapalle, foren transferides de les Províncies Centrals el 1874 junt amb la comarca de Rampa i incloses a l'Agència de Godavari com una sola taluka. El nombre de pobles era el 1881 de 2249 incloent 13 ciutats (13 ciutats i 2678 pobles el 1901). La muntanya principal al nord-oest era el Peddakonda (Gran Turó) de 1388 metres. El riu Godavari partia el districte en dues parts. L'únic riu important a part del Godavari era el seu afluent el Sabari. El 1901 hi havia 4 talukes a l'agència (dins una subdivisió) i 12 a la resta del districte, les quals estaven incloses dins quatre subdivisions: 
Talukes a l'agència:
- Agency Tract
  - Polavaram
  - Yellavaram
  - Chodavaram
  - Bhadrachalam

Talukes al districte:
- Cocanada
  - Cocanada
  - Peddapuram
  - Tuni (zamindari tehsil o taluka)
  - Pithapuram (zamindari tehsil o taluka)
- Rajahmundry 
  - Ramachandrapuram
  - Rajahmundry
  - Amalapuram
- Ellore 
  - Ellore
  - Tanuku
  - Yernagudem
- Narasapur
  - Narasapur
  - Bhimavaram

Totes les talukes tenien capital a les ciutats del mateix nom excepte Yernagudem i Yellavaram, que tenien capital a Kovvuru i Addatigala. Les principals ciutats són Cocanada, Rajahmundrv i Ellora, i seguien Samalkot, Pithapuram, Peddapuram i Palakollu.

## Història
Antigament fou part dels regnes de Kalinga i de Vengi cap dels quals va arribar més al sud del riu Godavari. Els primers governant una mica coneguts són els andhres o satavahanes que van ser conquerits per Asoka vers 260 aC, però després van governar 400 anys de manera independent. Al segle iii foren seguits pels pallaves; un rei pallava va tenir seu a Vengi prop d'Ellore i un altre a Pithapuram. Totes aquestes dinasties foren budistes. Al segle VII va passar als chalukyes orientals que van tenir com a capital a Rajahmundry; els chalukyes eren vaisxnavites i van esdevenir feudataris dels coles vers 999. Quan el poder cola va entrar en decadència al segle XII, Vengi va passar a mans de diversos caps menors i al segle XIII a la dinastia Ganpati de Warangal. Aquestos foren derrotats pels musulmans el 1324, que durant un temps breu van dominar la zona, però aviat en foren expulsats passant als reis reddis de Kondavid i Rajahmundry. A la meitat del segle XV Vengi i Kalinga van quedar unides sota els gajapatis d'Orissa. Aviat van retornar els musulmans. El 1470 Rajahmundry i Kondapalli foren cedides al sultà bahmànida de Gulbarga a canvi del seu ajut i pocs anys després va conquerir tots els dominis dels gajapatis. Però el sultanat bahmànida es va desmembrar tot seguit i això va permetre als gajapatis de recuperar el poder abans del final del segle XV.
Krishna Deva, rei de Vijayanagar, va envair el país el 1515 i el va fer tributari per un temps curt. El 1543 el sultà de Golconda, enfrontat als gajapatis d'Orissa, els va imposar la cessió de tot el territori entre el Kistna i el Godavari. Aquestes províncies es van revoltar i els gajapatis van ajudar els rebels; llavors els musulmans van travessar el riu Godavari i van conquerir terres cap al nord-est. La capital dels gajapatis, Rajahmundry, fou conquerida el 1572, i pocs anys després tot el país al nord del riu estava dominat pels sultans de Golconda i el van conservar fins a la deposició de la dinastia per Aurangzeb el 1687. La sobirania mogol fou llunyana i el poder real el van exercir els zamindaris locals que eren de fet independents. Finalment després del 1724 Asaf Jah, subadar o nizam del Dècan, va restaurar l'orde i va imposar la seva autoritat.
El primer establiment europeu fou Palakollu, prop de Narasapur, on es van establir els holandesos el 1652; després van fundar una factoria a Jagannathapuram, modernament una part de Cocanada. Els britànics van seguir amb factories a Madapollam (modernament part de Narasapur); Viravasaram (Virasheroon), uns quilòmetres al nord-oest de l'anterior; Injaram (1708); i Bandamurlanka. Pel mateix temps els francesos es van establir a Yanam o Yanaon. El 1750 el nizam va concedir Narasapur als francesos i el 1753 la resta dels Circars Septentrionals; els francesos van ocupar les factories angleses al districte el 1757. El 1758 els britànics van fer una expedició dirigida pel coronel Forde des de Bengala i van derrotar els francesos a Condore (Chandurti) prop de Pithapuram i en les següents operacions militars els britànics van assegurar el seu domini als Circars que finalment els foren cedits el 1765.
Llavors el que fou el districte de Godavari estava dins els Circars de Rajahmundry i Ellore i fou concedit en feu al fawjdar Husain Ali Khan, però el 1769 fou posat sota administració directa del cap del consell a Masulipatam. Aquest no va poder dominar als zamindaris locals i el 1794 es va establir el districte amb un col·lector al front, al mateix temps que a Rajahmundry i Mogalturru. Es van fer després diversos canvis administratius fins al 1859 quan els districtes de Rajahmundry, Masulipatam i Guntur foren reformats en els districtes de Godavari i de Kistna. Entre 1803 i 1844 els dominis dels zamindaris van decaure ràpidament i el darrer any la major part havien passat al govern. Les factories britàniques amb administració separada van quedar abolides el 1830 i integrades al districte. La construcció d'una presa al riu el 1850 va portar la prosperitat al districte. El 1874 li foren agregades les talukes de Bhadrachalam i Rekapalle que abans eren de les Províncies Centrals, i unides en la taluka única de Bhadrachalam. El 1879 aquesta taluka, la comarca de Rampa i alguns altres territoris muntanyosos van formar l'agència de Godavari; el col·lector seria l'agent i disposaria d'amplis poder a la zona. Rampa es va revoltar aquest any però els rebels foren derrotats el 1881.
El 1905 els límits del districte foren alterats substancialment: les talukes de Yernagudem, Ellore, Tanuku, Bhimavaram i Narasapur (excepte l'illa Nagarain) foren transferides al districte de Kistna. La transferència dels tahsils de Nugar, Albaka i Cherla des de les Províncies Centrals, estava sota consideració.
El 1925 es va separar el districte de West Godavari i la resta del districte va agafar el nom d'East Godavari

## Jaciments arqueològics
- Pedda Vegi i Denduluru, prop d'Ellore, que marcarien la capital de la dinastia budista de Vengi.
- Guntupalli, a 40 km al nord d'Ellore, amb restes budistes
- Arugollu, restes budistes
- Kamavarapukota i Korukonda amb figures hindús tallades a la roca
- Temple de Draksharama amb inscripció
- Mesquita de Rajahmundry amb inscripció de 1324
- Bhadrachalam, monuments de pedra
- Palakollu, Narasapur i Jagannathapuram